# Roméo Dika
Roméo Dika, de son vrai nom Louis Roméo N'Doumbé Dika est un artiste, musicien, Sawa, camerounais.

## Biographie

### Carrière
Il est l'un des promoteurs du Syndicat camerounais des musiciens (Sycamu).

### Affaires consécutives à la démission du RDPC
| Vidéo externe |                                             |
|               | https://www.youtube.com/watch?v=E5VMOvpsdsk |

A la mi-septembre 2020, il démissionne du RDPC et donne une série d'interview où il explique les raisons de son départ,. 
Il annonce être l'objet d'une tentative d'assassinat,. 
Il annonce « solennellement » se séparer de ses entreprises et biens à Yaoundé, à la suite de la « cabale » qu'il subit de Charles Ndongo, directeur de la CRTV et Grégoire Owona, secrétaire général adjoint du RDPC, pour retourner vivre à Douala, chez les siens en terre Sawa.
Le 19 octobre 2020, il est convoqué par le commissaire Jacques Dili, directeur à la Direction de la Police Judiciaire, en exécution d'une instruction du procureur du TPI de Yaoundé. Dans, un tweet, il révèle qu'il a été signifié de cette convocation et qu'on ne lui a pas communiqué le nom du plaignant,.

### Vie privée
Roméo Dika a été en couple avec Chantal Ayissi. Il a des enfants. Il vit en couple avec Madeleine Ngo Banack.
Victime d'AVC, il a été se faire soigner en Afrique du Sud. Accidents qui lui imposent une suspension de carrière et dont il garde des séquelles et se déplace en béquilles. 